# Dave Grohl
David Eric Grohl (Warren, Ohio, 14 de gener de 1969) és un músic de rock. Va ser el bateria del grup Nirvana des del 1990 fins a la separació del grup. El 1995 va crear el seu propi grup anomenat Foo Fighters. La seva carrera va començar als anys 80 com bateria de diferents bandes de Washington DC. El 2009, compaginant amb els Foo Fighters, va ser un dels creadors del supergrup Them Crooked Vultures (amb Josh Homme i John Paul Jones com a integrants).